# Nepal Standard Time
Nepal Standard Time (NST) és la zona horària del Nepal. Amb una relació amb el Temps universal coordinat (UTC) de +5:45, el Nepal Standard Time és una de les dues úniques zones horàries del món amb un increment de 45 minuts respecte al UTC. Les Illes Chatham, que fan servir el Chatham Island Standard Time també tenen un increment de 45 minuts, en aquest cas de UTC+12:45. Aquest temps és una aproximació a l'horari mitjà local de Kathmandu, que és 5:41:16 amb relació a l'UTC.